# Andrea Utz
Andrea Soraya Utz (Libertador San Martín, Entre Ríos, Argentina; 27 de mayo de 2004) es una futbolista argentina. Juega de guardameta en Independiente de la Primera División A de Argentina.

## Trayectoria

### Inicios
Sus inicios fueron en la Escuela Municipal de Libertador San Martín y fue formada en la escuela de arqueros "El 1 es mío" coordinada por Diego Alarcón.

### Colón de Santa Fe
En marzo de 2020, a sus 15 años de edad, queda seleccionada en Colón de Santa Fe luego de realizar unas pruebas de jugadoras.

### Almirante Brown
A principios de 2021, luego de sus actuaciones destacadas en Colón, se suma a La Fragata de Isidro Casanova para disputar la Primera B (segunda división femenina de Argentina).

### Boca Juniors
Luego de su efímero paso por Almirante Brown, en 2021 se confirma como refuerzo de Las Gladiadoras, para disputar encuentros con la reserva del equipo Xéneize. En agosto de ese mismo año tuvo su debut en la reserva ante Defensores de Belgrano, encuentro que culminó con un empate 1 a 1. Y en agosto del año 2022, aunque sin sumar minutos, tuvo su debut en el primer equipo siendo suplente por primera vez en la Primera A. En diciembre de 2022 se consagra campeona de la Primera División A 2022.

### Lanús
En enero de 2023 se hace oficial su traspaso a Las Granates firmando su primer contrato como profesional, de cara a la temporada 2023. Días después inició la pretemporada con sus compañeras. Debutó el 9 de septiembre de en el campeonato de dicho año por la fecha 4 ante Estudiantes de Buenos Aires, siendo este también su debut en la máxima categoría.

## Selección nacional
Tuvo paso por la Selección Femenina de Argentina Sub-17 en el año 2020 mientras era jugadora de Colón.

## Estadísticas

### Clubes
| Club              | País      | Año             |
| ----------------- | --------- | --------------- |
| Colón de Santa Fe | Argentina | 2020 - 2021     |
| Almirante Brown   | Argentina | 2021            |
| Boca Juniors      | Argentina | 2021 - 2023     |
| Lanús             | Argentina | 2023 - presente |

### Palmarés
| Título                  | Club         | País      | Año  |
| ----------------------- | ------------ | --------- | ---- |
| Primera División A 2022 | Boca Juniors | Argentina | 2022 |

### Distinciones individuales
| Distinción                                                 | Año  |
| ---------------------------------------------------------- | ---- |
| Colina de la Esperanza de Oro a "Mejor Deportista del Año" | 2022 |